# 吉林動画学院

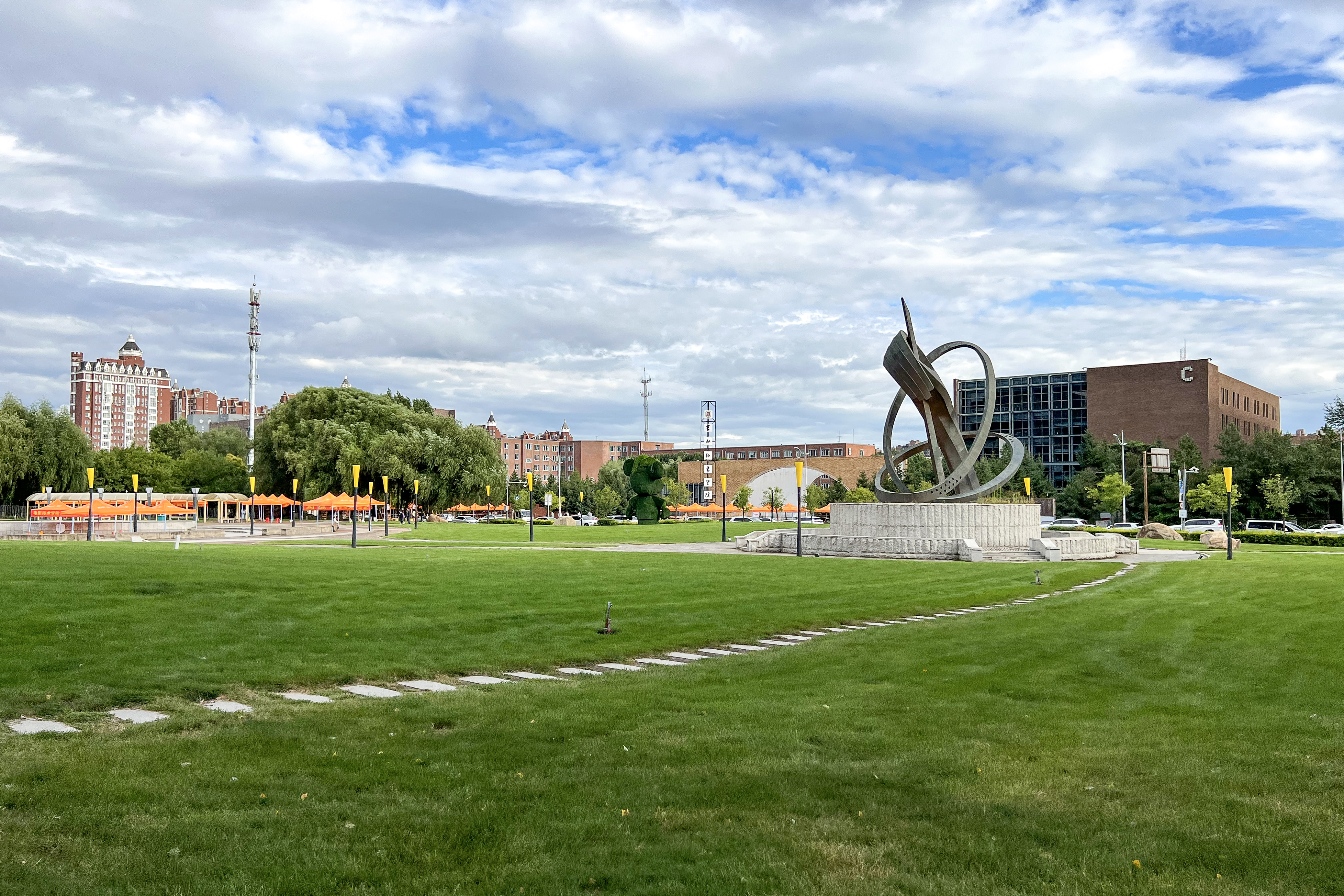
吉林動画学院

吉林動画学院（きつりんどうががくいん、中: 吉林动画学院、英: JILIN ANIMATION INSTITUTE）は、2000年（平成12年）に創立された中華人民共和国の私立芸術大学である。アニメーションとゲームを専攻とした大学の中では、初めて中国教育部の許可を得た。

## 概要
学習内容としてはアニメーション、漫画など10種類の学部を設けており、その中で更に24種類のコースにまで細分化される。
校地面積は、高新キャンパスと双陽キャンパスを合わせると、83万平方メートル。現在、約12,000名の在校生が学習に励み、全世界の中でアニメーション専攻の在校生数が最も多い。

## 特徴
- 校訓：自尊、自強、創新、創造
- 学校運営の理念：学生に、両親に、業界に、社会に、国家に責任を持つ
- 学校運営の特色：開放運営、学研産一体化、創意製品ハイテク化
- 核心文化：創新、創造、創優、創業

## 学部
- アニメーション芸術学部
- ゲーム学部
- デザイン学部
- 広告学部
- テレビとニューメディア学部
- 映画学部
- 漫画学部
- 文化産業管理学部
- 製品造形学部
- デジタルシミュレーション学部